# Crematogaster ralumensis
Crematogaster ralumensis är en myrart som beskrevs av Auguste-Henri Forel 1901. Crematogaster ralumensis ingår i släktet Crematogaster och familjen myror. Inga underarter finns listade i Catalogue of Life.